# M901 ITV
M901 ITV — американский носитель ПТУР, разработанный на базе бронетранспортёра M113 в декабре 1976 года. Был разработан для соперничества советским носителям ПТРК на базе БРДМ-2.

## История создания и серийное производство
M901 ITV не был продуктом тщательного долгосрочного планирования. Армия США неохотно закупала носители ПТУР. В то время как другие страны НАТО и Варшавского договора быстро разработали и приняли на вооружение бронированные и высокомобильные машины носители ПТУР в 1950-х и 1960-х годах, американские военные не спешили принять эту концепцию. Все американские истребители танков в это время использовали либо безоткатные орудия (например, M50 Ontos), либо являлись установками ПТРК на базе автомобилей, предназначенных для использования пехотой. Все они не обеспечивали достаточной защиты для экипажа.
Тенденция быстро изменилась после войны Судного дня 1973 года, когда арабские истребители танков — варианты машины-разведчика БРДМ-2, вооружённые пусковыми установками ПТУР, нанесли значительные потери танковым войскам Израиля. Эта наглядная демонстрация возможностей истребителей танков с ПТУР побудила армию США наконец начать серьёзные исследования и разработку подобной машины. Армия решила использовать тот же подход, что и Советский Союз, создать новую машину на базе существующего лёгкого, высокомобильного шасси, уже широко распространённого в армии. Таким шасси был выбран M113.
Всего через три года после войны Судного дня конкурирующие производители в виде Chrysler, Northrop Corporation и Emerson представили армии США прототипы своих машин. Каждая компания установила на M113 свою пусковую установку. Пусковая установка Northrop например, могла подниматься вверх над бронемашиной, а установка Chrysler была наиболее лёгкой и простой из всех, правда при этом и наименее защищённой. Самым удачным вариантом оказался вариант от Emerson, сочетающий в себе достаточную защиту установки и приемлемую цену производства. Его военные США и выбрали своим фаворитом. В декабре 1976 года, после проведения первых полевых испытаний, армия заключила контракт на предсерийное производство 10 машин. Дальнейшие благоприятные испытания этих машин привели к тому, что в июне 1978 года был заключён контракт на серийное производство, а в 1979 году M901 ITV был принят на вооружение.
Первые M901 использовали шасси M113A1. Так как в 1979 году производство перешло на шасси M113A2, производство оригинальных M901 было остановлено. Машины с новым шасси получили обозначение M901A1. Машины же, получившие в роли шасси M113A3 получили обозначение M901A3.

## Описание конструкции
M901 ITV обеспечивает защиту экипажа и системы вооружения от огня стрелкового оружия и артиллерийских осколков. Командир танка имеет 270-градусный обзор через перископ командира отделения (SLP). Турельная пусковая установка имеет возможность днём и ночью обнаруживать и сопровождать цели, а также обеспечивает ведение огня на 360 градусов по азимуту и от +35 до -30 градусов по углу места. ITV имеет места для хранения установленных на треноге компонентов TOW, сконфигурированных таким образом, чтобы наземную систему можно было демонтировать и установить за три-пять минут. Кроме того, ITV является полностью амфибийным, и может перевозиться по воздуху.
Система способна запускать две ракеты без перезарядки и несёт десять снарядов TOW в ракетной стойке. Перезарядка производится под защитой брони и осуществляется путём откидывания пускового устройства назад, чтобы экипаж мог попасть в башню через задний люк в крыше носителя. Головка наведения ракетной установки находится на конце поворотного рычага, который поднимает пусковую установку для стрельбы. В походном положении башня направлена вниз и в корму машины. Основным ограничением M901 является то, что он практически не может двигаться, когда башня находится в боевом положении, и не может вести огонь, когда он находится в походном положении. Распространённым обходным решением является перемещение машины, когда башня находится в положении для загрузки, тем самым сокращая количество времени, необходимое для перевода башни в боевое положение, а не в походное. Перевод из боевого положения в походное — процедура, требующая нескольких секунд и некоторой сноровки со стороны оператора.

## Варианты
- M901, использует ракету M220A1 TOW
- M901A1, использует ракету M220A2 TOW 2, построен на базе M113A1
- M901A3, использует M220A2 TOW 2 и включает силовой агрегат RISE, построен на базе M113A3 с улучшенным управлением для водителя.

## Операторы
- Бахрейн — 38 американских M901A1 доставлено в  2001 году[2]
- Греция — 361 M901 по состоянию на 2024 год[3]
- Египет — 52 M901, по состоянию на 2021 год[4]
- Иордания — 70 M901, по состоянию на 2021 год[5]
- Италия — 70 M901 с TOW-2A, по состоянию на 2021 год[6]
- Кувейт — 8 M901, по состоянию на 2021 год[7]
- Марокко — 80 M901, по состоянию на 2021 год[8]
- Пакистан — некоторое количество, по состоянию на 2021 год[9]
- Португалия — 4 M901, по состоянию на 2021 год[10]
- Таиланд — 18+ M901A5, по состоянию на 2021 год[11]
- Тунис — 35 M901, по состоянию на 2021 год[12]

### Бывшие операторы
- Ирак — несколько единиц, были захвачены в 1991 году у Кувейта во время Вторжения в Ирак[13]
- США — на 2019 год сняты с вооружения

## Похожая техника
- Бронемашина M981 FISTV (машина группы огневой поддержки) создана на основе M901 ITV и очень похожа на неё, чтобы сделать её менее заметной на поле боя.
- NM142 — аналогичная машина, используемая норвежской армией.
- YPR-765 PRAT использует ту же башню, что и M901, но на корпусе БМП, улучшенной версии M113.
- M1134, созданный на базе Stryker, является современным бронированным истребителем танков США.

## В играх
- M901 представлен как истребитель танков 6-го ранга в игре War Thunder, где получил прозвище "Валли" за внешнее сходство с одноимённым персонажем.